# Jeff Deyo
Jeff Deyo (Pasadena (Californië), 5 november 1969) is een Amerikaanse gospelzanger uit Nashville (Tennessee). Tevens is Jeff Deyo de naam van de door hem opgerichte christelijke rockband.

## Levensloop
Deyo verhuisde in 1971 naar Denver. Op 6-jarige leeftijd begon hij met pianolessen. In 1981 is hij verhuisd naar Columbus. In 1984 verhuisde hij naar Indianapolis, waar hij op de hogere school zat in Lawrence North. Hij speelde daar op de drums en begon zich ook meer te richten op tekstschrijven voor muziek.
In 1988 ging hij naar het Wheathon College in de buurt van Chicago als docent muziek/communicatie. Sinds 23 mei 1993 is hij getrouwd met Martha Joyce. In maart 1993 is hij verhuisd naar Nashville in Tennessee, waar hij nu nog steeds woont.

## SONICFLOOd
Deyo is bekend geworden als leadzanger van de gospelband SONICFLOOd. In december 1997 werd hij gevraagd als leadzanger voor de band Zilch en besloot hij zijn droom als solo-artiest op te geven.
Op 26 maart 1999 kwam de eerste cd uit, en was de naam van de band SONICFLOOd geworden. Dit werd de grote doorbraak van SONICFLOOd en Jeff Deyo.
In mei 2000 viel de band uit elkaar om verschillende redenen. Toch werd in september 2000 nog een live-album uitgebracht, Sonicpraise. Dit album was opgenomen in 1999 op het Flevo Festival in Liempde (Noord-Brabant) en kreeg een Dove Award voor "Praise and Worship Album".
Sonicflood was een van de eerste gospelbands die grote successen boekte met worship, de muzikale stroming die nog steeds erg populair is in de christelijke muziek.

## Jeff Deyo
In 2001 startte Jeff Deyo zijn eigen gelijknamige band. In 2003 kreeg hij een Dove Award nominatie voor "Nieuwe Artiest van het Jaar". In dat jaar had de band een nummer 1-hit met het nummer "More love, more power" in de Christian pop radio chart. Inmiddels zijn er 3 cd's uitgebracht en een dvd. In mei 2007 wordt de nieuwste cd uitgebracht, Unveil.

## Discografie
SONICFLOOd
- SONICFLOOd (maart 1999)
- SONICPRAISe - live (september 2000)

Jeff Deyo
- Saturate (februari 2002)
- Light (februari 2004)
- Surrender - live(augustus 2005)
- DVD Surrender - live (december 2005)
- Unveil (mei 2007)